# Olivia Del Rio
Olivia Del Rio (Rio Casca; 16 de abril de 1969) es una actriz pornográfica brasileña.

## Biografía
Nació y creció en Brasil, siendo la decimosegunda hija de un matrimonio con 16 hijos. Se marchó a Francia y trabajó como asistente del parisino Patrice Cabanel, un famoso director de cine para adultos. Estuvo trabajando por algunos meses en su casa, cuando un día este director le propuso rodar una escena para una película porno. Como estaba bien pagado y le gustaba el sexo, aceptó y así empezó su carrera porno. Rodó unas cuantas películas en Europa y en 1995 llamó la atención del público americano al aparecer en algunas de Private, como en "Triple x 2" en la que podemos verla en una escena con tres hombres. Al hacerse popular entre el público americano (además del Europeo), se trasladó al sur de California para poder introducirse en la industria del cine pornográfico en Estados Unidos.
Ha participado en un buen número de películas como "Voyeur 07", "Adventures de Peeping Tom 8" o "Pick up lines 21, 49 y 61". Ganando premios a Mejor actriz en Cannes y Barcelona ´97.
En 2003 apareció en 2 episodios para el programa de televisión sueca High Chaparall.
Actualmente su vida se reparte entre Francia y Marruecos, donde es dueña de un bar con su esposo.

## Premios
| Año  | Premiación | Resultado | Premio                            | Película                     |
| ---- | ---------- | --------- | --------------------------------- | ---------------------------- |
| 1997 | Hot d'or   | Nominada  | Mejor Actriz Europea Secundaria.  | La Ruée Vers Laure.          |
| 2002 | FICEB      | Nominada  | Ninfa – Mejor Actriz              | Apasionadas y Coquetas.      |
| 2003 | AVN Award  | Nominada  | Mejor Escena de Sexo en Grupo.    | Paradise Lost.               |
| 2004 | AVN Award  | Nominada  | Mejor Actuación Femenina del Año. |                              |
| 2004 | AVN Award  | Nominada  | Mejor Escena de Sexo Solo.        | Lost Angels: Olivia Del Rio. |
| 2004 | AVN Award  | Nominada  | Escena de Sexo Más Indignante.    | Flesh Circus.                |
| 2005 | AVN Award  | Nominada  | Mejor Escena de Sexo en Grupo.    | Does Dallas: The Revenge.    |